# Teritoriální studia
Teritoriální studia (anglicky area studies) je vícedisciplinární obor, zabývající se určitými geografickými regiony převážně z pohledu sociálních věd. Typicky se teritoriální studia zabývají historií, politikou, demografií, kulturou, jazyky, geografií či ekonomií daného regionu. Vznik oboru je spojen s propuknutím studené války.
Hlavní předností této vědní disciplíny je způsob nahlížení na geografickou jednotku. Teritoriální studia se nezabývají historií a reáliemi národa nebo státu, ale skupinami národů či států, které jsou si podobné ať už kulturně, historicky, jazykově nebo ekonomicky. Díky tomu umožňují přesněji interpretovat současnost i minulost v kontextech.

## Výuka teritoriálních studií v ČR
V Česku se teritoriální studia vyučují v různé podobě. Fakulta sociálních věd Univerzity Karlovy (konkrétně Institut mezinárodních studií) a fakulta regionálního rozvoje a mezinárodních studií Mendelovy univerzity v Brně jsou jediné dvě fakulty vyučující teritoriální studia jako samostatné studijní programy. Jako součást jiných programů a oborů se teritoriální studia vyučují na mnoha vysokých školách, například na MUNI, ZČU, JU, SU a dalších.
Absolvent studijního programu Teritoriální studia disponuje interdisciplinárně založenou znalostí moderních dějin a současnosti. Umí získat a klasifikovat data a s jejich pomocí řešit praktické i výzkumné úkoly na domácí půdě i v zahraničí. Umí řídit tým zabývající se oborovou i příbuznou problematikou, a to na různých úrovních odbornosti.